# Edward Cooper
Edward Cooper (New York, 26 ottobre 1824 – New York, 25 febbraio 1905) è stato un politico statunitense, 83° sindaco di New York.